# Bill Aston
William "Bill" Aston, född 29 mars 1900 i Hopton i Staffordshire, död 4 mars 1974 i Lingfield i Surrey, var en brittisk racerförare.

## Racingkarriär
Aston, som arbetade som testförare och motorcykelförare, började sin bilracingkarriär för Cooper och JA Prestwich Industries i formel 3 och senare i formel 2. 
Han var nära att vinna ett race i Chimay 1951, men hans motor havererade på sista varvet. Samma år satte dock Aston världsrekord i en 500cc Cooper. 
Inför formel 1-säsongen 1952 gick han ihop med Archie Butterworth och byggde en bil, som gick ganska bra men var mycket opålitlig. Han debuterade med sin egen Aston-Butterworth i Storbritannien 1952 men drog sig ur. Han startade dock i Tyskland 1952, men fick stopp på andra varvet. Han försökte sedan kvalificera sig till loppet i Italien 1952, men misslyckades. 
Aston fortsatte tävla i Mini och Jaguar fram till 1960-talet då han lade av.